# Psychoda biretinaculata
Psychoda biretinaculata är en tvåvingeart som beskrevs av Wagner 1978. Psychoda biretinaculata ingår i släktet Psychoda och familjen fjärilsmyggor. Inga underarter finns listade i Catalogue of Life.